# 杨家古窑址
杨家古窑址，位于山东省滨州市沾化县富国镇东杨村，是中华人民共和国山东省文物保护单位之一。
1977年12月23日，授予山东省文物保护单位，是一座古遗址。